# Antiblemma terrigena
Antiblemma terrigena är en fjärilsart som beskrevs av Paul Dognin 1912. Antiblemma terrigena ingår i släktet Antiblemma och familjen nattflyn. Inga underarter finns listade i Catalogue of Life.